# Ranunculus sylviae
Ranunculus sylviae är en ranunkelväxtart som beskrevs av J. Gamisans. Ranunculus sylviae ingår i släktet ranunkler, och familjen ranunkelväxter. Inga underarter finns listade i Catalogue of Life.